# Aspro Ocio
Aspro Ocio (ook Aspro Parks of kortweg Aspro) is een Spaanse groep die recreatieve domeinen bezit. De groep werd opgericht in oktober 1991. In het totaal bezit Aspro Ocio naargelang de manier van tellen om en bij de 68 parken in 10 verschillende landen waaronder België en Nederland. Het gaat vooral om waterparken en aquariums. Maar ook om dolfinariums, safariparken en themaparken.
Eind 2014 nam de groep zowel het Dolfinarium Harderwijk als Walibi Sud-Ouest over.

## Parken
| Naam                   | Plaats                                                                                           | Land                | Type                              | Opmerking                |
| ---------------------- | ------------------------------------------------------------------------------------------------ | ------------------- | --------------------------------- | ------------------------ |
| Alpamare               | Pfäffikon                                                                                        | Zwitserland         | Waterpark                         |                          |
| Aqualand               | Costa Adeje, El Arenal, El Puerto de Santa, Maspalomas, Torremolinos                             | Spanje              | Waterpark                         |                          |
| Aqualand               | Cap d'Agde, Fréjus, Gujan-Mestras, Port Leucate, Saint Cyp sur Mer, Saint-Cyprien, Sainte Maxime | Frankrijk           | Waterpark                         |                          |
| Aqualand               | Algarve                                                                                          | Portugal            | Waterpark                         |                          |
| Aqualeon               | Albinyana                                                                                        | Spanje              | Waterpark, Safaripark             |                          |
| Aquarium de Lyon       | Lyon                                                                                             | Frankrijk           | Aquarium                          |                          |
| Blue Planet Aquarium   | Chashire                                                                                         | Verenigd Koninkrijk | Aquarium                          |                          |
| Bluereef               | Hastings, Newquay, Portsmouth, Tynemouth                                                         | Verenigd Koninkrijk | Aquarium                          |                          |
| Boudewijn Seapark      | Brugge                                                                                           | België              | Attractiepark, Dierentuin         |                          |
| Bristol Aquarium       | Bristol                                                                                          | Verenigd Koninkrijk | Aquarium                          |                          |
| Captain Jako           | Cap d'Agde                                                                                       | Frankrijk           | Waterpark                         |                          |
| Deep Sea World         | North Queensferry                                                                                | Verenigd Koninkrijk | Aquarium                          |                          |
| Deltapark Neeltje Jans | Vrouwenpolder                                                                                    | Nederland           | Themapark                         |                          |
| Dolfinarium Harderwijk | Harderwijk                                                                                       | Nederland           | Dolfinarium                       |                          |
| Jungle Park            | Arona                                                                                            | Spanje              | Safaripark                        |                          |
| L'aquarium Barcelona   | Barcelona                                                                                        | Spanje              | Aquarium                          |                          |
| Linnaeushof            | Bennebroek                                                                                       | Nederland           | Attractiepark                     |                          |
| Marineland             | Calvià, Palafolls                                                                                | Spanje              | Waterpark, Dolfinarium            |                          |
| Oakwood Theme Park     | Pembrokeshire                                                                                    | Verenigd Koninkrijk | Attractiepark                     | Gesloten op 4 maart 2025 |
| Palmitos Park          | Maspalomas                                                                                       | Spanje              | Dolfinarium                       |                          |
| Puuhamaa               | Tervakoski                                                                                       | Finland             | Attractiepark                     |                          |
| Serena                 | Espoo                                                                                            | Finland             | Waterpark, Skipark                |                          |
| Smugglers Adventure    | Hastings                                                                                         | Verenigd Koninkrijk | Themapark                         |                          |
| Visulahti              | Mikkeli                                                                                          | Finland             | Waterpark                         |                          |
| Walibi Sud-Ouest       | Roquefort                                                                                        | Frankrijk           | Attractiepark                     |                          |
| Walygator Parc         | Metz                                                                                             | Frankrijk           | Attractiepark                     |                          |
| Wasalandia             | Vaasa                                                                                            | Finland             | Attractiepark, Waterpark, Camping |                          |
| Western Waterpark      | Magaluf                                                                                          | Spanje              | Waterpark                         |                          |